# Erebochlora subinnotata
Erebochlora subinnotata là một loài bướm đêm trong họ Geometridae.